# Talat-Alaiyan-Stiftung
Die Talat-Alaiyan-Stiftung ist eine gemeinnützige Stiftung mit Sitz in Saarbrücken. Zweck ist die Förderung von Aufklärung, Begegnung, Versöhnung und Freundschaft zwischen Jugendlichen aus den palästinensischen Autonomiegebieten, Israel und Deutschland in Form eines Schüleraustausches. Das Ziel ist die aktive Friedensarbeit; Freundschaft statt Feindschaft zwischen Juden, Moslems und Christen. 

## Vorgeschichte
Halima Alaiyan wurde 1948 in Palästina geboren. Ihre Eltern flüchteten mit ihr bei der Gründung des Staates Israel nach Ägypten. Zwanzig Jahre später zog sie nach Deutschland, holte ihr Abitur am Studienkolleg nach, studierte an der Universität des Saarlandes Medizin und gründete später ihre eigene orthopädische Praxis. 
Die Talat-Alaiyan-Stiftung wurde im Jahr 2003 von Halima Alaiyan in Saarbrücken mit einem Kapital von 25.000 € gegründet und nach ihrem an einer seltenen Blutkrankheit verstorbenen Sohn, Talat Alaiyan, benannt. Seit 2004 ist die Stiftung als gemeinnützig anerkannt.

## Arbeit der Stiftung
Der Vorstand besteht aus einer Muslimin, einem Juden und einem Christen. Schirmherr der Stiftungsprojekte ist der Ministerpräsident des Saarlandes. Es gibt keine Stiftungsmitglieder, aber ehrenamtliche Helfer. Auch der gesamte Vorstand arbeitet ehrenamtlich. Da das Kapital der Stiftung gering ist, ist die Talat-Alaiyan-Stiftung auf Spenden angewiesen, um die Projekte durchführen zu können. Mit den Finanzmitteln werden sämtliche Kosten für Anreise, Verpflegung, Unterkunft, Werbung, Infomaterial, Honorare der Referenten etc. für die teilnehmenden Jugendlichen und deren Betreuer gedeckt.
Bei einem Schüleraustausch treffen sich für einen Zeitraum von zwei Wochen eine gleiche Anzahl an israelischen, palästinensischen und deutschen Jugendlichen im Alter von 14 bis 18 Jahren in Deutschland. Während dieser Zeit verbringen sie die Tage mit all ihren Erlebnissen gemeinsam, lernen sich kennen, kochen und diskutieren zusammen. Ihre Zimmer teilen sich die Jugendlichen immer zu dritt, jeweils eine Nationalität und Konfession, Jungen und Mädchen getrennt. Auf dem Programm stehen thematische Diskussionsabende, Vorträge und Ausflüge. So besuchen sie beispielsweise den Deutschen Bundestag und/oder das Kanzleramt in Berlin, das saarländische Landesparlament und führen dort auch Gespräche mit den Politikern. Des Weiteren besuchen die Jugendlichen kulturelle und geschichtsträchtige Orte, wie z. B. die Bernauer Straße in Berlin, eine Synagoge, eine Kirche und eine Moschee, das ehemalige Konzentrationslager in Sachsenhausen, die französische Stadt Verdun, der luxemburgische Grenzort Schengen etc. 
Es geht um Begegnung, Aufklärung, Austausch, Verständigung, Versöhnung und vor allem darum, Feindschaften abzubauen, einen friedlichen Weg zu finden, miteinander umzugehen. Die Jugendlichen sollen über den Anderen vieles aus dessen Leben und Alltag, dessen Ängste und Leiden erfahren. 
Fachlich kompetente Betreuer in Bezug auf die deutsche, französische, europäische, palästinensische und israelische Geschichte begleiten die jungen Teilnehmer und regen sie zu Gesprächen und Diskussionen an.  
Das Ziel ist es, ähnlich wie einst aus den Erzfeinden Frankreich und Deutschland Freunde wurden, dies auch zwischen Israel und Palästina möglich zu machen.
Grundvoraussetzungen zur Teilnahme an einem Schüleraustausch sind gute Englischkenntnisse, allgemeine Gesundheit, aktuelle Impfungen und ein ärztliches Attest.

„Ich hoffe, dass der starke Bruder Israel den Palästinensern die Hand reicht und ihnen hilft. Dann würde er sie als Freunde gewinnen. Beide müssen diesen Weg für die Zukunft ihrer Kinder gehen, für die Sicherheit in ihrer Heimat, gleichberechtigt und in Würde leben, erst dann garantieren sie die Zukunft ihrer Kinder und ihrer Heimat. Anders geht es langfristig nicht.“

Die Stiftung ermöglichte bisher 850 Jugendlichen, sich zu treffen, auszutauschen und Freundschaften zu schließen. Die meisten der 850 Jugendlichen pflegen noch heute den Kontakt miteinander.
Weitere Projekte waren „Dancing in Berlin“ (2015) und „Dancing in Saarbrücken“ (2016), bei dem der international berühmte Tanzstar Pierre Dulaine (New York) jüdischen, christlichen und muslimischen Kindern im Alter von 12 bis 14 Jahren innerhalb zwei Wochen Tanzunterricht gab. Die Tanzpaare waren so gemischt, dass immer Kinder unterschiedlicher Konfessionen ein Paar bildeten und mehrere Paare wiederum ein Team. Am Ende des Projektes gab es einen Tanzwettbewerb mit Pokalsieg. Das eigentliche Ziel, Kinder und Eltern dieser drei Konfessionen zusammenzubringen, einander kennenzulernen, eine schöne Zeit miteinander zu verbringen und miteinander etwas erreichen zu wollen, wurde mit viel Freude bei allen Teilnehmern erreicht. Auch diese beiden Projekte standen unter der Schirmherrschaft der saarländischen Ministerpräsidentin Annegret Kramp-Karrenbauer.
Halima Alaiyan hat im Jahr 2003 das Buch Vertreibung aus dem Paradies. Meine lange Flucht aus Palästina veröffentlicht. Der Verkaufserlös des Buches kommt der Stiftung zugute.
2009 erhielt Alaiyan für ihre Arbeit das Bundesverdienstkreuz.
2010 wurde Halima Alaiyan mit dem Bürgerinnenpreis Liberta ausgezeichnet.